# 让-路易·拉纳维尔
让-路易·拉纳维尔（法語：Jean-Louis Laneuville，法語發音：[ʒɑ̃ lwi lanøvil]；1756年12月26日—1826年3月26日），法国画家、艺术品专家与经销商。拉纳维尔师从雅克-路易·大卫，是一位才华横溢的肖像画家，以与老师相似的风格为法国大革命知名人物创作肖像。1791-1817年间，他的作品定期在卢浮宫沙龙展出。

## 生平

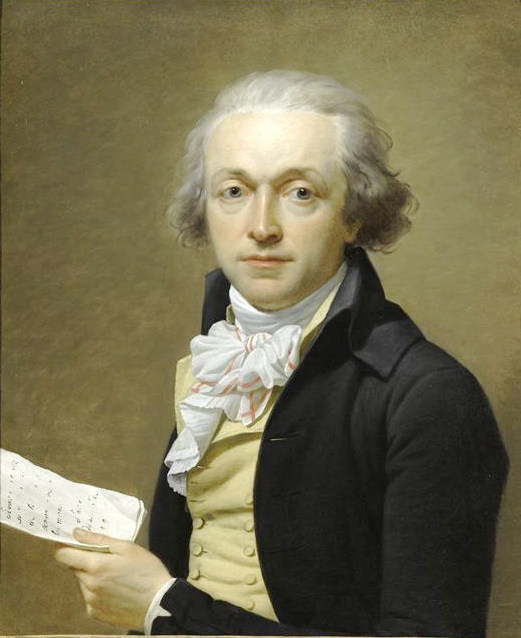
约瑟夫·德洛奈的肖像

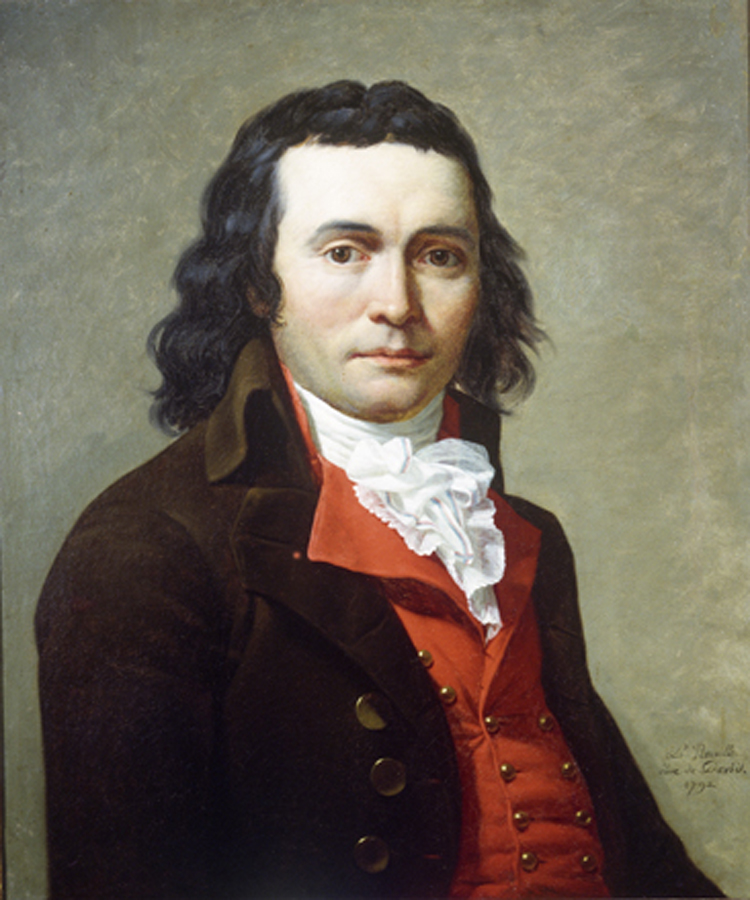
吕昂·德·叙热尔的肖像

拉納維爾生於1756年的巴黎。生父让-巴蒂斯特·马克西米利安·皮埃尔·蒂东（Jean-Baptiste-Maximilien Pierre Titon）為钻石项链事件的議員兼報告員。他早年生活幾不可考，但可知他至少有段時間師從雅克-路易·大卫，並在1783年至1789年間在青年美術畫展共同展示作品。在法國官方開放巴黎沙龍給非院士以後，拉納維爾也開始向沙龍發送照片。
在法國大革命時，拉納維爾似乎試圖尋求有力政治人物的支持。他在1793年送往沙龍的12幅肖像畫中，有8幅是政治人物的肖像；而1795年送往沙龍的6幅肖像畫中則有4幅。目前尚未釐清他鎖定政治人物的動機：有說法認為是政治偏好，也有說法認為他在嘗試開發政治人物市場。
在1798年至1804年間，拉納維爾住在巴黎市中心的羅浮宮隆格維爾飯店，並在該飯店工作。他當時還給泰奧多爾·傑利柯的堂兄弟皮埃爾·羅比亞德（Pierre Robillard）和阿梅代-塞利姆·羅比亞爾（Amedée-Selim Robillard）畫過肖像。
拉納維爾也給幾位国民公会代表畫過肖像，包括贝特朗·巴雷尔（1792-1793，藏於不来梅艺术馆），皮埃尔-弗朗索瓦-约瑟夫·罗贝尔、约瑟夫·德洛奈（1793，藏於凡尔赛宫）、朱爾-弗朗索瓦·帕雷等（1795，藏於卡納瓦萊博物館）。1791年，他當選鼓励奖（Prix d'Encouragement）評委，並於1796年簽署了捍衛掠奪藝術品收購的請願書。
拉納維爾在拿破崙治下持續接受肖像委託工作，並以藝術品鑑定專家身份活躍。另外，由於他的遺產包含相當多的法國藝術品，有人認為他可能還是藝術品經銷商。1814年，路易十八以弒君為由，流放了拉納維爾的師傅大衛；但與大衛相反，拉納維爾直到1817年前，一直在沙龍有作品展出。1814年，拉納維爾為布魯塞爾的富商愛德華·讓·約瑟夫·范德費爾德（Edouard Jean Joseph van de Velde）畫過肖像（2009年10月6日在維也納Dorotheum拍賣，編號163）。